# Alfred Kieser
Alfred Kieser (* 26. März 1942 in Würzburg) ist ein deutscher Organisationstheoretiker und Wirtschaftswissenschaftler.
Der Sohn eines Fabrikanten schloss das Gymnasium in Buchen im Odenwald 1961 ab und studierte danach Wirtschaftswissenschaften an der Universität Würzburg und an der Universität zu Köln. Das Studium in Köln schloss er zunächst 1966 mit dem Diplom-Kaufmann ab und ging dann von 1967 bis 1968 als Special student an die Carnegie Mellon University (Pittsburgh, USA). In Köln promovierte er 1969 zum Dr. rer. pol. mit der Arbeit Unternehmungswachstum und Produktinnovation. 1973 folgte dort die Habilitation. Von 1974 bis 1977 war er Professor für Organisation und Personalwirtschaft an der Freien Universität Berlin. Von 1978 bis zu seiner Emeritierung 2010 lehrte Kieser als Professor für allgemeine Betriebswirtschaftslehre und Organisation an der Universität Mannheim.
Seit seiner Emeritierung lehrte Kieser zunächst als Gastprofessor, ab Dezember 2011 dann als Inhaber des Lehrstuhls für Managementtheorie bis 2015 an der Zeppelin Universität in Friedrichshafen und nahm dort von 2011 bis 2015 das Amt des Vizepräsidenten für Forschung wahr. Von September 2014 bis März 2015 war er zudem kommissarischer Präsident der Universität. Er war ab Oktober 2016 als Gastprofessor für Organisationstheorie am Reinhard-Mohn-Institut für Unternehmensführung der Universität Witten/Herdecke tätig.
Seit 1998 ist Kieser Mitglied der Heidelberger Akademie der Wissenschaften und erhielt im gleichen Jahr auch die Ehrendoktorwürde der Ludwig-Maximilians-Universität München. 2011 erhielt er seine zweite Ehrendoktorwürde von der Corvinus-Universität Budapest. Kieser ist seit 1972 in zweiter Ehe verheiratet und ist Vater zweier Kinder.
Der Wirtschaftswissenschaftler ist einer der führenden deutschen Forscher zur Organisationstheorie und Autor zahlreicher wissenschaftlicher Publikationen, welche über betriebswirtschaftliche Aspekte hinaus auch für die Soziologie von Bedeutung sind. Als Standardwerk der Organisationstheorie gilt sein gemeinsam mit Peter Walgenbach verfasstes Buch Organisation. Kritisch steht er der Beratung durch betriebswirtschaftliche Ansätze gegenüber, insbesondere tauge seiner Auffassung nach die Organisationstheorie nicht zur praktischen Unternehmensberatung. Äußerst kritisch sprach sich Kieser zudem gegenüber der Ökonomisierung der Wissenschaft aus. In seiner Abschiedsvorlesung an der Universität Mannheim thematisierte er diese Problematik in Bezug auf das zunehmend an Rankings ausgerichtete Wissenschaftssystem unter dem Schlagwort der Tonnenideologie der Forschung. Im August 2012 startet Kieser gemeinsam mit Margit Osterloh einen Aufruf an andere BWL-Professoren, das, damals zur Neuauflage anstehende, Handelsblatt Betriebswirte-Ranking zu boykottieren. Nachdem das Handelsblatt in einem Blogbeitrag über diesen Aufruf Kiesers und Osterlohs berichtete, nahmen beide Professoren in einem von ihnen neu geschaffenen Internet-Blog Stellung zu dieser Darstellung.

## Schriften
Monografien
- Organisation. 6. überarbeitete Auflage, Stuttgart 2010, ISBN 978-3-7910-2926-9.
- Organisation. 5. überarbeitete Auflage, Stuttgart 2007, ISBN 3-7910-2591-0.
- Unternehmungswachstum und Produktinnovation. Berlin 1970.

Herausgeberschaften
- Organisationstheorien. 7., aktualisierte und überarbeitete Auflage, Stuttgart 2014, ISBN 978-3-17-023022-4.
- Unternehmungspolitik. 2. überarbeitete Auflage, Stuttgart 2004, ISBN 3-7910-2226-1.